# 千石堀城
千石堀城（せんごくぼりじょう）は、大阪府貝塚市橋本にあった日本の城（山城）。

## 概要
橋本の東南1.5キロメートルに、東側には近木川、西側には見出川に挟まれた、南北約2キロメートルにわたる三ノ丞山と呼ばれる標高約70メートルの丘陵一帯が、千石堀城の跡と思われている。千石堀城は、積善寺城を主城とした近隣の高井城と同様支城のひとつであったと見られている。小栗街道から分岐し大熊街道の拠点であり交通の要地であった。岸和田城と対峙した時の要害のひとつが千石堀城である。

## 沿革
石山合戦で石山本願寺と織田信長が戦った後、本願寺衆は根来衆や雑賀衆と連携し、根来寺の支城として和泉国に5か所もしくは7か所の築いたと言われており、千石堀城もその一つである。築城年に関しては不明な点が多いが、1577年（天正5年）信長の紀州攻めの時には、根来衆や雑賀衆の中には信長に加勢する者も出て、結局城を守る根来・雑賀衆は信長と戦わずに城を捨てて海路撤退した。その後、それより更に強化され現在の千石堀城が築城されたと思われている。

## 千石堀城の戦い
この時の戦いの様子は千石堀城攻防戦も参照。

### 開戦までの経緯
その織田信長も本能寺の変で亡くなり、賤ヶ岳の戦い後天正11年（1583年）11月、羽柴秀吉は岸和田城に中村一氏を入城させ、根来衆、雑賀衆の備えとした。中村一氏は行動を開始、泉州中の寺社領を没収していた。これに反発した根来衆、雑賀衆連合軍は、中村一氏と小競り合いが続いたが根来衆、雑賀衆連合軍は戦を仕掛けた。翌天正12年（1584年）1月1日、早朝から根来衆、雑賀衆連合軍は中村一氏がいる岸和田城を攻めたが敗れ、同月3日、逆に中村一氏は五カ所の支城を攻めた。これに危機感を覚え堺に向っていた別働隊8000兵が、救援に来たので、同月16日中村一氏軍6000兵は、近木川を挟んで対陣した。最初は鉄砲戦となり、後に槍合わせとなったが、最終的に根来衆、雑賀衆連合軍は敗れた。
その後根来衆、雑賀衆連合軍は徳川家康に使者をおくり、血判連名状を差し出し忠誠を誓ったと『太田城由来并郷士由緒記』に記載があるが、この史料には問題があるとする指摘もある。

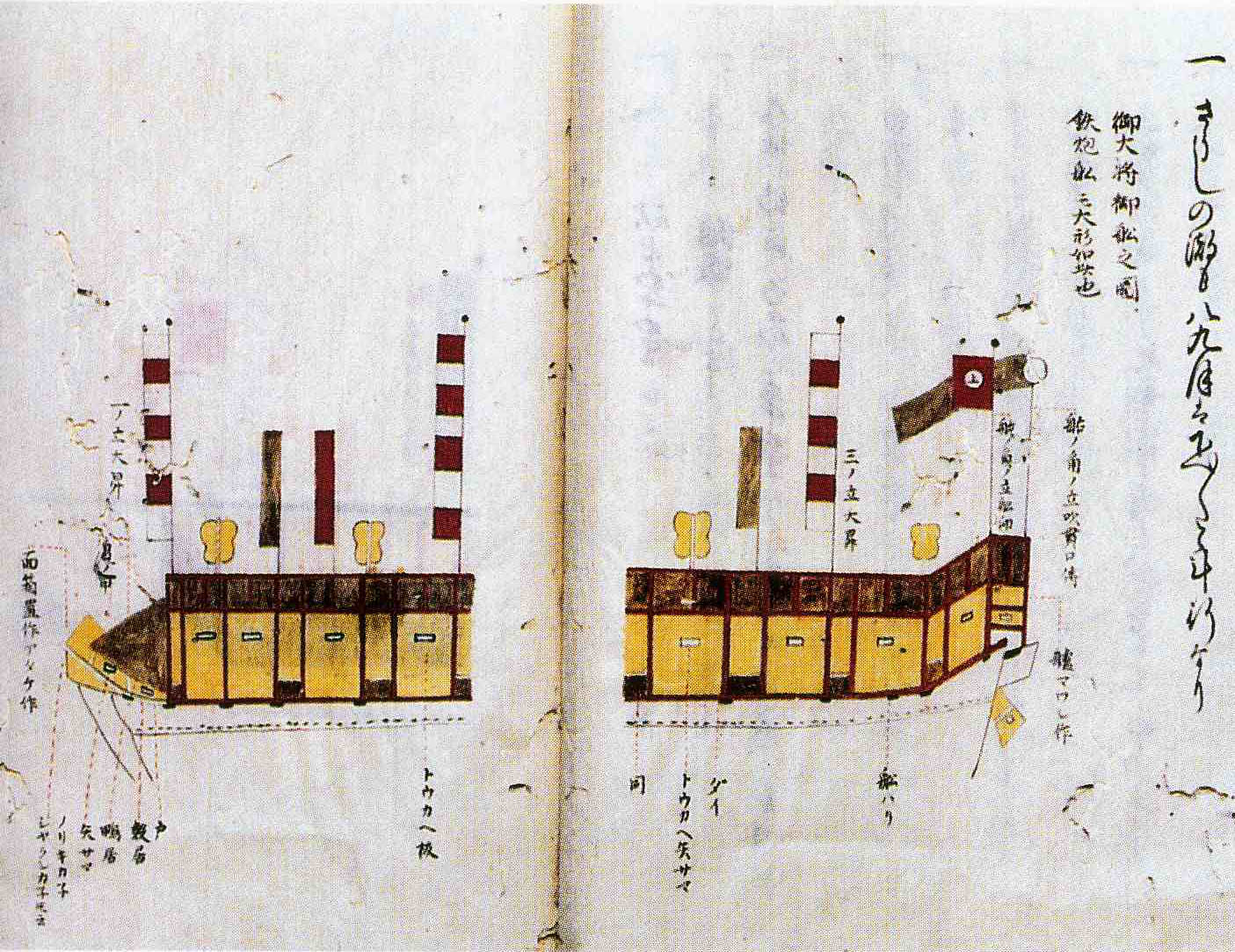
安宅船

根来衆、雑賀衆連合軍は再び兵をあげた。同年3月18日、根来衆、雑賀衆連合軍と千石堀城を含む五カ所の支城衆が加わり、陸路隊、海上隊の二隊で岸和田城に向けて進撃を開始した（岸和田合戦）。両隊は泉大津まで兵を進め、岸和田城周辺地域を焼き討ちして回った。同月19、20日は雨のため戦闘がなく、21日は根来衆、雑賀衆連合軍は130艘を繰り出し、陸路隊も堺辺りに進軍した。また別働隊5000兵が岸和田城を攻城したが、中村一氏に打ち負かされた。岸和田城内には769首が並んだ。また小木城、鳥取城、積善寺城は落城、焼き討ち、畠中城、沢城は焼き討ちされ、接収された。22日に堺に向っていた隊は引き揚げたが、その夜岸和田城に攻めかけ佐野に帰った。
この時の状況を「天下動乱の色顕わる。いかが成り行くべきか、心細きもの也。神慮に任せ、闇々として明け暮れるまで也。はしなきこと、はしなきこと」（『多聞院日記』）とし、混沌とした状況を記している。

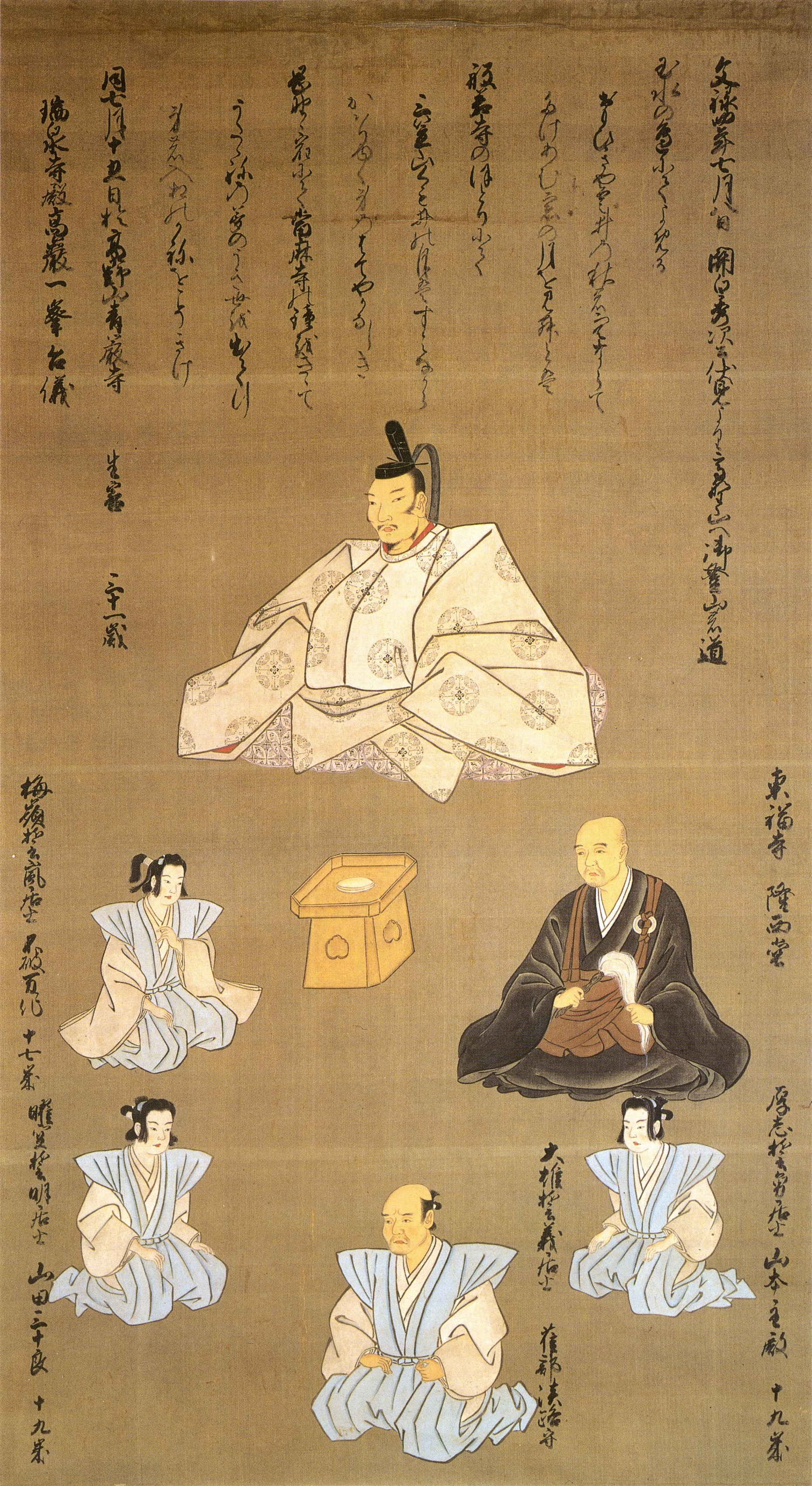
豊臣秀次像/瑞泉寺蔵

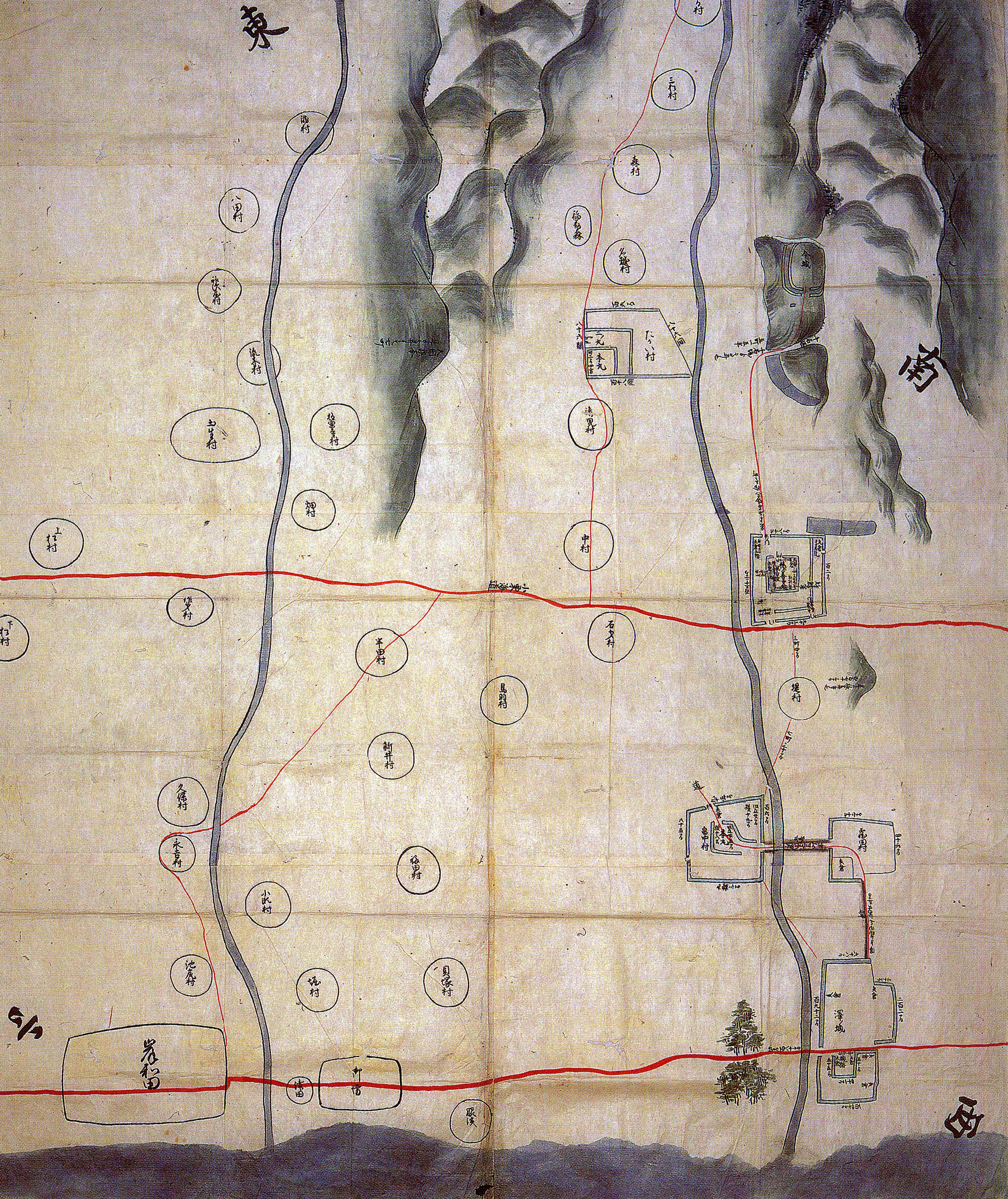
根来出城図/岸和田市立郷土資料館蔵

その後小牧・長久手の戦いで同年11月になると豊臣秀吉は、織田信雄、徳川家康と和睦し、徳川家康も浜松城に引き上げると、本格的に秀吉の紀州攻めを開始する事になる。

### 戦いの状況
最初は翌天正13年（1585年）3月1日小早川隆景軍船が出港し、中村一氏、仙石秀久、九鬼嘉隆の水軍と合流し、紀州表の警固についた。
先発隊として豊臣秀次が3万騎を従え同月20日大坂城を出発、次いで同月21日豊臣秀吉は10万余騎を従え出馬した。豊臣秀吉は同日八ツ半時（午後3時ごろ）岸和田城の虎口周辺を見廻った後、すぐに軍議に臨んだ。「当国第一の堅城」を攻撃すべきと主張したのは中村一氏で、豊臣秀吉も午後4時頃に即時攻撃の決断を下した。着陣早々の攻撃には沿道の人々を驚かせたようである。この時、千石堀城には弓の名手大谷左大仁法印が城主としており、そこに鉄砲で武装した1千数百兵で守っていた。
千石堀城攻めの大将には豊臣秀次があたり、これに堀秀政、筒井定次、長谷川秀一らが続き、更に田中吉政、渡瀬繁詮、佐藤秀方ら3千兵が加わった。戦闘は同日の夕刻から翌日の未明にかけて行われたようで、まずは大手門に取り付き、二の丸の柵を破り空堀に入った。この時、二の丸にいた城兵300余りの首を討ち取り、本丸にいた城兵に見せつけた。しかし、本丸は攻めあぐね、豊臣秀次軍の千名ほどの死者が出た。豊臣秀次軍は攻め急いだが、堀は深く、本丸につづく橋は取り払われていたおり、簡単には落城しなかった。この時、秀吉自ら鉄砲を取って戦ったという（フロイス『日本史』）。持久戦になるかと思われた頃、筒井定次隊が放った火矢が城郭を焼き、火薬箱に引火して爆発をおこし、これに乗じた豊臣秀次軍は攻め、城内にいた根来衆は討ち果てた。落城の後は放火されたようである。

### 戦後の状況
畠中城は、中村一氏の攻撃を受け強固に抵抗していたが、千石堀城の落城が伝わると自焼して落去した。小栗街道に沿う積善寺城は櫓がいくつか建ち9500兵が守備、沢城も6000兵が守備、双方とも根来衆、雑賀衆連合軍の鉄砲隊がおり、堅固な城となっていた。積善寺城には細川藤孝、細川忠興、蒲生氏郷が、沢城には中村一氏、中川秀政、高山右近らが攻めかかったが、落城しなかった。この時、豊臣秀吉の命で豊臣秀次軍は休息をとっていた。豊臣秀吉は卜半斎了珍を仲介とし、同月22日に積善寺城、翌23日に沢城が和睦に応じて開城した。城は放火されず残ったようで、根来衆、雑賀衆はそれぞれの領地に引き上げていった。
泉州に13か所あったと伝えられた根来寺の出城は、3日間で豊臣秀吉の軍門に下り、紀伊国に向けて進軍することになる。
この後の戦いの様子は根来・粉河・雑賀炎上及び第二次太田城の戦いも参照。

### 書状
この戦いではいくつかの書状が現存している。
|  |  |  |

1. 羽柴秀吉の禁制は、天正12年（1584年）10月27日のもので貝塚一帯に向け同地区の安全を確保した。しかし、この時すぐには出軍とはならなかったようである。
2. 羽柴秀吉の朱印状は、茨木城城主の中川秀政に天正13年（1584年）3月21日までに大坂城に着陣するように命じたもので、この朱印状にあるように予定通り3月21日に出軍、同日中に岸和田城に入城している。
3. 根来寺寺僧連署状は、根来寺から卜半斎了珍に豊臣秀吉が出陣が迫り、貝塚周辺の状況を知らせるように伝える連署状となっている。卜半斎了珍は豊臣秀吉とも関係が深いと思われているが、根来寺とも一定の関係がうかがえる史料となっている。

## 城郭

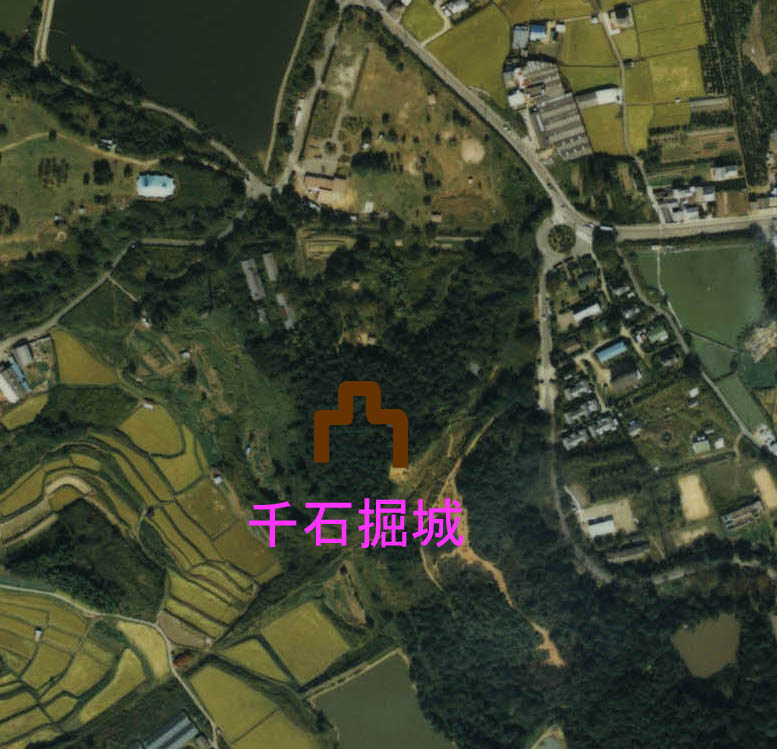
千石堀城と周辺地域の空中写真/

千石堀城は、2重の塹壕を巡らし、四周に大小多数の池が散在し天然の備えをしていた。東西32間、南北12間、東堀、西堀、南堀、北堀がそれぞれ二重としていたと記されている(『根来戦記』)。現在遺構が確認出来るのが三ノ丞山と呼ばれる一画だけだが、南側の丘稜とため池は自然の地形を利用した要害となっていたと見られている。

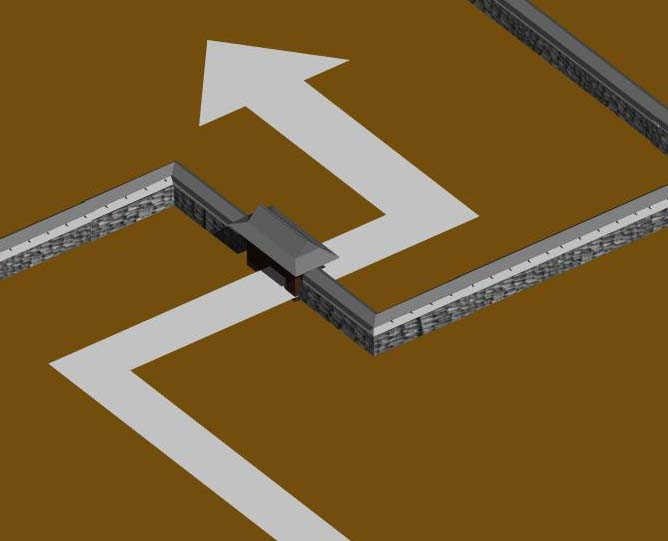
食違虎口の例

千石堀城の主郭部分は、40×70メートルで周囲には横掘を巡らし、北側には本丸へ続く食い違い虎口を設けている。横堀の更に外側には土塁、帯曲輪を巡らしている。主郭下の横堀には堀内部に低いながらも仕切りがあり、防御の分担が行われるようになっている。横堀に仕切りを設ける城郭技術は、紀伊国の高野山系城郭の一部に認められ、戦国時代後期から広く共有した築城技術となっている。
|  |  |  |

## 城跡へのアクセス
- 電車でのアクセス
  - 水間鉄道　水間線　名越駅
  - 徒歩　約20分
- 車でのアクセス
  - 阪神高速道路　4号湾岸線　貝塚出入口　→　大阪府道29号　→　大阪府道64号
  - 周辺に駐車場無し